# Ананда
А́нанда или Ананда́ (санскр. आनन्द, IAST: Ānanda и пали Ānanda, букв. «счастье», «радость», кит. Анань, Ананьто, Хуан-си) — один из десяти главных учеников Будды Шакьямуни, который в течение 25 лет был его личным помощником. Обладал великолепной памятью. Считается, что большинство текстов ранней Сутта-питаки составлено во время Первого буддийского собора на основе его воспоминаний. По этой причине его называют Хранителем Дхармы, подразумевая буддийскую доктрину.
Ананда — один из самых любимых святых в буддизме. Он известен своей памятью, эрудицией и состраданием. В санскритских текстовых традициях он считается патриархом линии передачи Дхармы, получив полномочия от Махакашьяпы и передав их своим ученикам. Ананда особо почитается буддийскими монахинями — бхикшуни за свои заслуги в учреждении женского монашеского ордена. Композитор Рихард Вагнер и индийский поэт Рабиндранат Тагор черпали вдохновение для своего творчества в историях об Ананде.

## История

### Имя
Слово пали ānanda означает «счастье», «радость». Палийские комментарии аттхакатха объясняют имя тем, что при рождении мальчика его родственники очень обрадовались. Однако в тексте традиции Муласарвастивады говорится, что в день рождения Ананды в городе было великое ликование по поводу просветления Будды.

### Ранние годы
Ананда родился примерно в то же время, что и принц Сиддхартха, ставший впоследствии Буддой, что соответствует IV—V веку до н. э. Он принадлежал к касте кшатриев и происходил из рода Шакьев. Согласно палийской текстовой традиции и источникам Муласарвастивады, Ананда был сыном Амитоданы (пали Amṛtodana), младшего брата царя Шуддходаны (пали Śuddhodana), и приходился Сиддхартхе двоюродным братом, а Девадатте младшим братом. Кузен Сиддхартхи Гаутамы Ануруддха, вероятно, был сводным братом Ананды. В текстах Махавасту отцом Ананды называют другого брата царя — Шуклодану (пали Śuklodana). В них же упоминается имя матери — Мрги, что в переводе с санскрита означает «маленький олень». Детство и юность Ананды прошли в столице царства Шакьев Капилавасту.
В палийской традиции считается, что Ананда родился в один день с принцем Сидхартхой, однако источники Муласарвастивады и позднее Махаяны соотносят его рождение с днём просветления Будды. Это подтверждается несколькими примерами из ранних буддийских текстов, в которых Ананда представлен младше Будды, например, когда Будда объясняет ему, как старость влияет на его тело и разум. В одном стихе Тхерагатхи говорится, что Ананда в течение двадцати пяти лет был «учеником», после чего служил Будде ещё двадцать пять лет.
Согласно палийской текстовой традиции, текстам Махишасаки и Дхармагуптаки, через год после начала проповедования Дхармы Будда посетил Капилавасту. Во время его визита Ананда вступил в сангху (совершил паббаджу) вместе с другими принцами из рода Шакьев, такими как Бхаддия, Ануруддха, Бхагу, Кимбила и Девадатта. Первым наставником Ананды был Белатасиса Тхера (пали Belatthasīsa Thera). Церемония посвящения была совершена в манговой роще, которая называлась Анупия и находилась на территории Маллы. Согласно традиции Махасангхики, царь Шуддходана хотел, чтобы у Будды было больше последователей из касты кшатриев, чем брахманов. Поэтому он приказал любому кшатрию, у которого есть брат, стать монахом и последовать за Буддой или отправить вместо себя своего брата. Ананда воспользовался этой возможностью и попросил своего брата Девадатту остаться дома, чтобы самому начать монашескую жизнь. В текстах Муласарвастивады и Тхерагатхи говорится, что Ананда стал монахом гораздо позже, примерно за двадцать пять лет до смерти Будды. Некоторые санскритские источники утверждают, что он был рукоположён ещё позднее. В винае Муласарвастивады говорится, что прорицатели предсказали тот факт, что Ананда станет спутником Будды. Чтобы помешать сбыться этому предсказанию отец Ананды на время прихода Будды в Капилавасту увёз сына в Вайшали. Несмотря на препятствия, позднее они всё же встретились. В текстах Махавасту также говорится, что изначально Мрги была против того, чтобы сын стал монахом, поскольку брат Ананды Девадатта к тому времени уже был рукоположён и покинул дворец. В ответ на сопротивление своей матери Ананда переехал в Видеху и поселился там, дав обет молчания. За это он получил прозвище Видехамуни, означающее «молчаливый мудрец из Видехи».
Во время своего первого сезона дождей Ананда стал сотапанной. По его словам неоценимую помощь ему оказал выдающийся толкователь Дхармы Пунна Мантанипутта. Позднее Ананда выражал ему свою признательность.

### Личный помощник Будды
Долгое время у Будды не было постоянного помощника, ему помогали разные монахи, в том числе Нагасамала, Нагитта, Упавана, Сунаккхатта и новички Чунда, Сагата, Радха, и Мегхия, но, достигнув возраста 55 лет (50 лет согласно традиции Муласарвастивада), Татхагата на собрании сангхи объявил, что нуждается в постоянном слуге и достойном доверия спутнике, который будет во всём следовать его воле. Сразу откликнулись несколько главных учеников, но Будда не принял их предложение. Ананда при этом молчал. Когда его спросили, почему он не выдвигает свою кандидатуру, он ответил что Татхагате виднее. В итоге выбор пал на него. При вступлении в должность Ананда заранее отказался от 4 привилегий: принимать пожертвованные Будде одежду, еду и жилище, а также сопровождать его на встречи, на которые тот был приглашён лично. Кроме того, он назвал 4 ожидаемые милости: будучи приглашённым на трапезу, иметь право переадресовать своё приглашение Будде; сопровождать к Учителю людей из отдалённых областей; в любое время обращаться к нему с вопросами о Дхарме и иметь возможность повторно услышать прочитанную в его отсутствие проповедь. Просьбы Ананды были удовлетворены. В течение 25 лет Ананда оставался верным помощником Будды и о проведённых рядом с учителем годах в Тхерагатхе говорится:
На протяжении двадцати пяти лет,
Что я проходил высшее обучение,
Гнев ни разу не возник во мне.
Такова сила Дхаммы!Тхаг. 1039—1040
Учитель признавал его самым лучшим из служителей и самым выдающимся из монахов, бывших когда-либо его помощниками. В Тхерагатхе Ананда говорит:
Двадцать пять лет я служил Благословенному,
Служил ему поступками... словами ... мыслями, исполненными любовью,
Неотступно, как тень.
Как слуга он приносил Будде воду для умывания и палочку для чистки зубов, готовил сиденье, омывал ступни, массировал спину, обмахивал веером, при необходимости доставал лекарства, чинил его одежду и прибирался в хижине. Днём он всегда был рядом, готовый выполнить любую просьбу Учителя, а ночью перед сном 9 раз обходил с факелом гандха-кути, как называли любое жилище, в котором останавливался Будда, чтобы ничто не потревожило его сон. В Палийском каноне приводятся многочисленные примеры бережного отношения Ананды к Будде, особенно в последние дни, описанные в Махапариниббана-сутте. Ананда трогательно заботился о своём состарившемся двоюродном брате, поил, купал его, протирал его тело, готовил ему кровать и получал от него последние инструкции по разным вопросам. Говорят, что когда Будда заболел, Ананда из сострадания тоже почувствовал недомогание и знал о каждом изменении, которое происходит в теле Татхагаты. У них были тёплые и доверительные отношения.

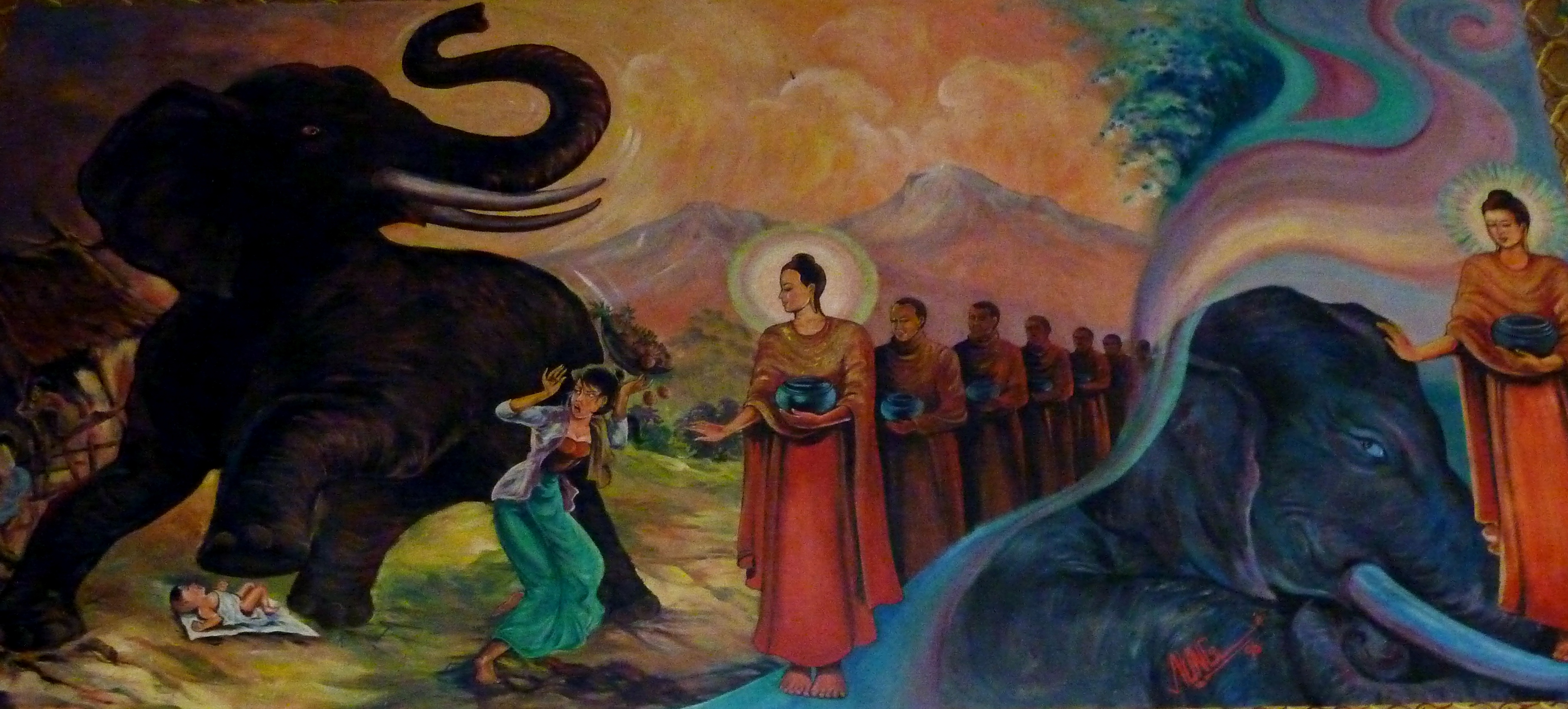
Будда успокаивает слона Налагири

Однажды, действуя по указанию Девадатты, королевские погонщики напоили допьяна слона Налагири и выпустили его на тропу Будды, чтобы тот затоптал его насмерть. Ананда, завидя несущееся к ним разъярённое животное, сразу же встал между ним и Буддой. Три раза Будда запрещал ему это делать, но обычно послушный Ананда отказался двинуться с места, и, согласно преданию, Будда чудесным образом заставил землю откатиться назад, чтобы убрать Ананду с дороги слона. А затем силой своего дружелюбия успокоил взбешённого Налагири.
В качестве секретаря и посредника Ананда часто передавал послания учителя, созывал монахов, рассказывал Будде о новостях, приглашениях или нуждах мирян, а также давал советы мирянам, которые хотели совершить дану. В текстах говорится, что Будда иногда просил Ананду заменить его в качестве учителя и часто хвалил его за эту деятельность.
Вместе с Шарипутрой и Маудгальяяной Ананда решал споры в общине. Когда Девадатта расколол сангху, Ананда помог поддержать порядок и успокоить монахов. Невзирая на свою занятость, Ананда был полон решимости заниматься медитацией. Будда советовал ему сосредотачиваться на пяти совокупностях (Дутия абхинивесса сутта СН 22.158) и созерцать сферы восприятия шести органов чувств (Санкхитта дхамма сутта СН 35.86).
Будда часто беседовал с Анандой, спрашивал его и в свою очередь отвечал на вопросы своего помощника. Фактически Ананда присутствовал при всех беседах, вошедших в Сутта-питаку, например, в Упаддха сутте СН 45.2 Будда говорит Ананде о ценности духовной жизни(пали kalyāṇamittata). Перед паринирваной Будды, когда Ананда горько оплакивал предстоящую разлуку, Будда сообщил собравшимся монахам, что Ананда обладает четырьмя превосходными качествами, как и Царь-Миродержец:

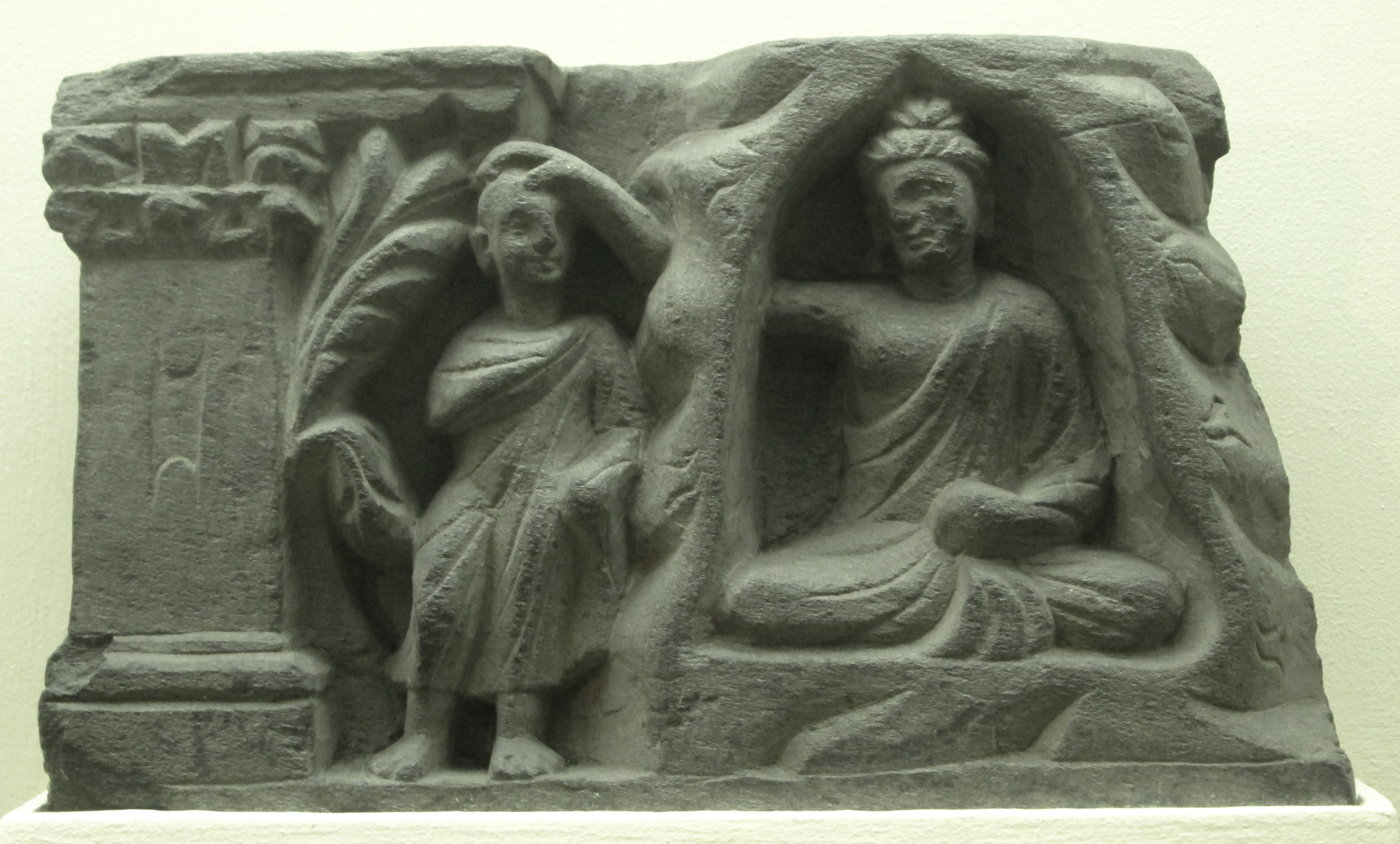
Будда утешает Ананду на горе Гридхракуте. Скульптура из Индийского музея, Калькутта

Когда монахи приближаются к Ананде – они радуются, видя его; и радуются, когда поучает их Ананда; и огорчаются, когда смолкает Ананда.
Когда монахини, благочестивые мужи и жены приближаются к Ананде – они радуются, видя его; и радуются, когда поучает их Ананда; и огорчаются, когда смолкает Ананда.ДН 16. Махапариниббана сутта, глава 5. «Чудесные качества Ананды»
Подводя итог, можно сказать, что Ананда был помощником, посредником и глашатаем Будды, помогая ему во многих отношениях и познавая в процессе его учение.

### Паринирвана Будды
В Махапаринибана сутте ДН 16 описываются события последнего года жизни Будды, когда он вместе с Анандой совершил путешествие из Раджагахи в Кушинагар. По дороге, находясь в Весали, Будда серьёзно заболел, что вызвало озабоченность многих учеников. Ананда подумал, что Будда хочет оставить последние наставления. Однако тот сказал, что уже дал все необходимые учения, ничего не скрывая в «зажатом кулаке», и монахам следует полагаться на самих себя, опираясь на Дхарму. Буддолог Андре Баро считает, что это одна из древнейших частей текста, которая встречается с незначительными вариациями в пяти ранних текстовых традициях. В том же тексте содержится рассказ, о том, как Будда неоднократно намекал, что он способен сверхъестественным способом продлить свою жизнь на целую кальпу, но его следует об этом попросить. Однако Ананда отвлёкся и не воспринял намёков. Позже он обратился к Будде с этой просьбой, но тот ответил, что уже слишком поздно, так как он скоро умрёт (Просьба Ананды. Махапаринибана сутта. ДН 16.).
По дороге на одном из привалов Ананда приготовил место под саловыми деревьями, чтобы Татхагата смог прилечь, и задал ему несколько вопросов, в том числе, о том, что делать с телом Будды телом после паринирваны. Тот ответил, что его следует кремировать и дал подробные инструкции. Так как Будда запретил Ананде самому участвовать в церемонии и поручил совершить обряд представителям клана Маллов, многие учёные интерпретировали эти наставления как запрет на участие монахов в похоронах или поклонении ступам (ритуальные сооружения с мощами). Буддолог Грегори Шопен указал, однако, что этот запрет касался только Ананды и похоронного обряда самого Будды. Установлено также, что указания о похоронах появились довольно поздно и не встречаются в аналогичных текстах, за исключением Махапариниббана сутты. Затем Ананда спросил, как последователи должны почитать Будду после его смерти. В ответ Татхагата перечислил четыре места, где произошли великие события его жизни. Эти места стали впоследствии четырьмя главными объектами буддийского паломничества. На вопрос Ананды, кто будет следующим учителем после ухода Будды, тот ответил что вместо него учителями будут Дхарма и виная.
Несмотря на то, что Ананда долгое время был связан с Буддой и жил рядом с ним, тексты описывают, что к моменту паринирваны Татхагаты он ещё не достиг просветления. Однажды он даже подвергся из-за этого насмешкам со стороны монаха по имени Удайи (пали Udāyin). Речь шла о способности Будды говорить с обитателями великой системы миров. Будда ободрил ученика, сообщив ему, что уверенность в Учителе привела бы к его рождению в небесном царстве. Но, будучи свободным от жажды, Ананда достигнет ниббаны в этой жизни (Абхибху сутта АН 3.30). В Кушинагаре перед окончательным освобождением Татхагаты Ананда заплакал от того, что он всё ещё остаётся учеником, тогда как учитель уходит. Однако Будда напомнил ему, что все обусловленные вещи являются непостоянными: все люди должны умереть. Он утешил его, указав, что тот был отличным помощником, чутко реагируя на нужды разных людей (Чудесные качества Ананды. Махапаринибана сутта ДН 16). И если будет добросовестно стараться, то вскоре достигнет просветления.
Перед самой кончиной Будды Ананда посоветовал Просветлённому перебраться из захолустья в более значимый город, но Будда заметил, что когда-то и здесь была великая столица (Рассказ о Маха Судассане. Махапаринибана сутта ДН 16). Затем он отправил Ананду за представителями клана Малла из Кушинагара.
Перед окончательным освобождением Будда спросил у собравшихся монахов, не осталось ли у них к нему вопросов. Монахи молчали и Ананда выразил радость, уверенный в том, что среди собравшейся общины нет ни одного монаха, сомневающегося в Трёх драгоценностях (Последнее слово Татхагаты. Махапаринибана сутта ДН 16). Будда добавил, что из всех пятисот монахов, окружающих его сейчас, даже «самый последний» или «самый отсталый» (пали pacchimaka) достиг начальной стадии просветления, став сотапанной. В качестве примера Будда ссылался на Ананду. Ануруддха благодаря своим сверхъестественным способностям понимал, какие этапы проходил Будда, прежде чем достичь окончательной нирваны. Однако Ананде это было не под силу, что указывает на его меньшую духовную зрелость. После ухода Татхагаты Ананды произнёс слова, выражающие сложное чувство шока, смятения и отчуждения (пали saṃvega):
«Это страшно, страшно! Волосы стали дыбом!
Когда он, Одаренный всеми достоинствами, в совершенстве Пробудившийся, освободился!»Окончательное освобождение. Махапариниббана сутта ДН 16

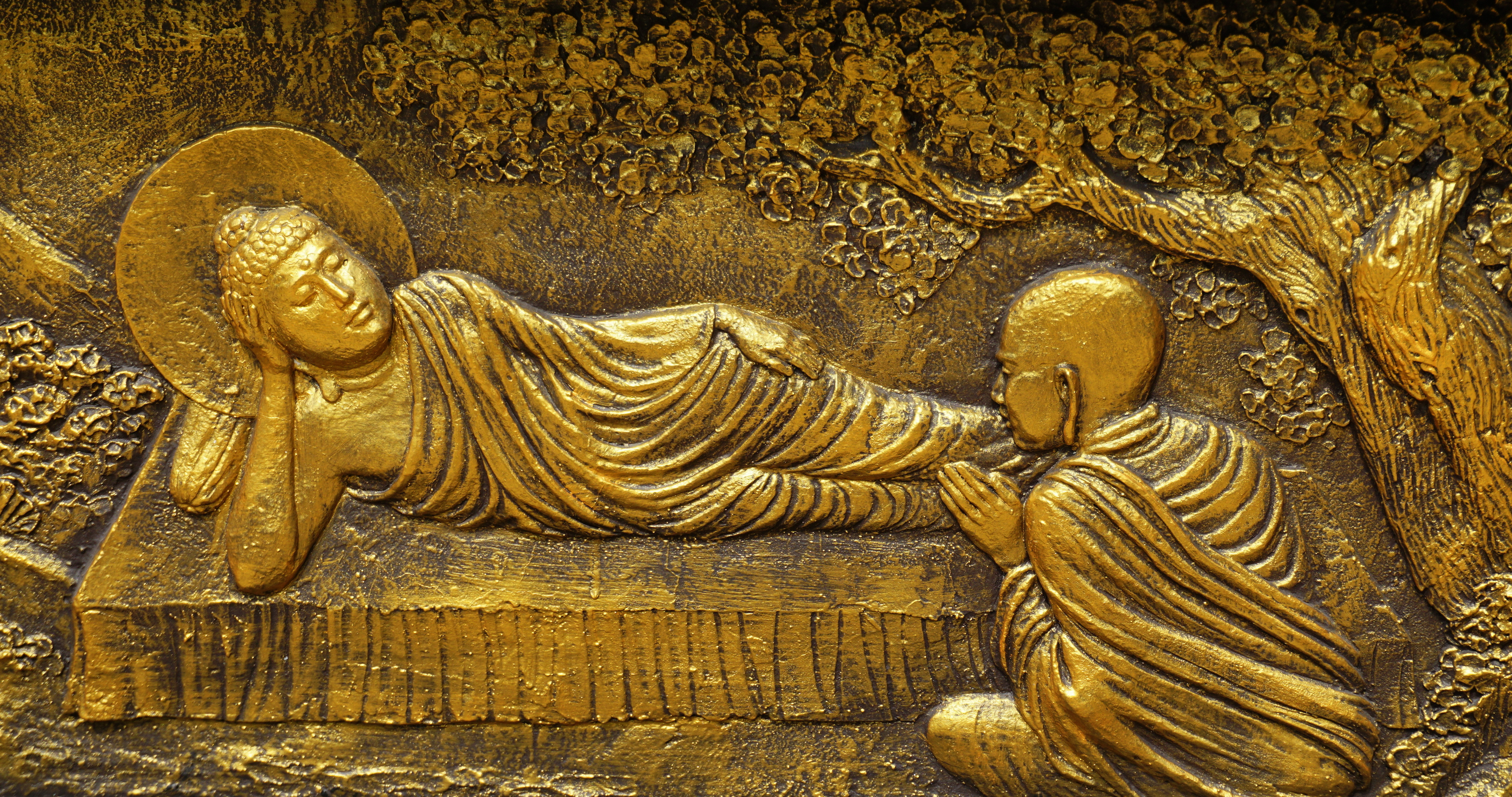
Поклонение Ананды Будде

Придя в Саватхи после паринирваны Будды, Ананда встретил опечаленных людей, которых утешал проповедью о непостоянстве всего сущего. После этого он отправился в жилище Будды и принялся за рутинные заботы, которые он выполнял при жизни учителя, например, принёс воды и прибрался. Он произнёс приветствие и продолжал беседу, словно Будда всё ещё был в хижине. В палийских комментариях говорится, что Ананда поступил так из преданности, но также и потому, что «ещё не был свободен от страстей». В одних источниках говорится, что Ананда поселился в провинции Косамби (санскр. Kausambī), где он обучал людей Дхамме. По другим данным он остался в монастыре в Велуване.

### Первый буддийский собор

#### Допуск
Вскоре после паринирваны Будды в Раджагахе произошёл Первый буддийский собор, куда пришли 499 учеников Будды, достигших архатства. Во время первой вассы после ухода Татхагаты Махакашьяпа, который председательствовал на соборе, призвал Ананду, чтобы тот повторил слова учителя (в текстах Сарвастивады, Муласарвастивады и Махишасаки говорится, что Ананду позвал Анна Конданья пали Añña Koṇḍañña). На собор допускались только архаты, чтобы психические загрязнения не могли затуманить воспоминания. Ананда не входил в их число, но обладая феноменальной памятью, помнил большинство проповедей Будды, поэтому его участие было очень важно. Макашьяпа знал, что присутствие Ананды в совете необходимо, но он не хотел быть предвзятым, допустив исключение из правил. В текстах Муласарвативады говорится, что сначала Махакашьяпа разрешил Ананде присоединиться к нему во время совета в качестве помощника, но когда Анурудха увидел, что тот ещё не просветлён, был вынужден удалить его.
Ананда чувствовал себя униженным, но был вынужден сосредоточить свои усилия на достижении просветления до начала совета. Тексты Муласарвативады добавляют, что, укрепляя свою решимость, Ананда вспоминал слова Будды о том, что он сам должен стать себе прибежищем. Кроме того, его подбадривали и помогали советом Ануруддха и сопровождавший его Ваджжипутта. Всю ночь Ананда практиковал медитацию четырёх основ осознанности. И наутро достиг просветления в тот момент, когда собрался прилечь, оторвав ноги от земли и ещё не коснувшись головой подушки (Панча сатика кхандхака: Собор пятисот. Чула-вагга 11). Так Ананда стал известен как ученик, пробудившийся иным способом — «ни в одной из четырёх традиционных поз» (при ходьбе, стоя, сидя или лёжа). На следующее утро чтобы доказать своё просветление Ананда явился на совет из-под земли (или, согласно некоторым источникам, прилетел по воздуху). Буддолог Андре Баро скептически относится ко многим деталям этого рассказа, в том числе к количеству участников совета и просветлению Ананды непосредственно перед советом. Несмотря на это, сегодня история об усилиях Ананды накануне совета всё ещё служит буддистам примером в практике медитации: не стоит сдаваться, но и не следует чрезмерно жёстко подходить к практике.

#### Цитирование
Во время Собора монах Упали на память воспроизвел всё, чему учил Будда относительно норм и правил монашеского общежития: так был составлен «дисциплинарный устав» сангхи (Виная). Затем наступил очередь Ананды. Махакашьяпа задавал ему вопросы относительно того, где, когда и кому было дано то или иное учение. В конце собравшиеся согласились, что воспоминания и цитаты Ананды верны. Был составлен сборник длинных проповедей (Дигха-никая), средних проповедей (Мадджхима-никая) и прочих бесед. Таким образом Ананда сыграл решающую роль на этом совете. В одних источниках утверждается, что он запомнил 84 000 текстов, среди которых 82 000 были проповедями Будды и ещё 2000 — проповедями учеников, а в других речь идёт о 60 000 словах и 15 000 строфах или 10 000 словах.
Многие ранние буддийские тексты начинаются со слов «Так я слышал» (пали Evaṃ me suttaṃ, санскр. Evaṃ mayā śrutam), которые, согласно большинству буддийских традиций, были словами Ананды, указывающими на то, что он, как человек, передающий информацию (санскр. saṃgītikāra), говорит на основании личного опыта и ничего не добавляет к нему. Таким образом, воспоминания Ананды легли в основу текстов Канона, а согласно традициям Кашьяпии, Дхармагуптаки и Сарвастивады также и Абхидхаммы. Однако религиовед Рональд Дэвидсон отмечает, что нет ни одного рассказа Ананды об учении Абхидхаммы. Согласно некоторым более поздним источникам Махаяны, Ананда также помогал в чтениях махаянских текстов, которые проходили в то же время в другом месте в Раджагахе. В палийских комментариях говорится, что после совета, когда были сформулированы задания по декламации и запоминанию текстов, Ананде и его ученикам поручили запомнить Дигха-никаю.

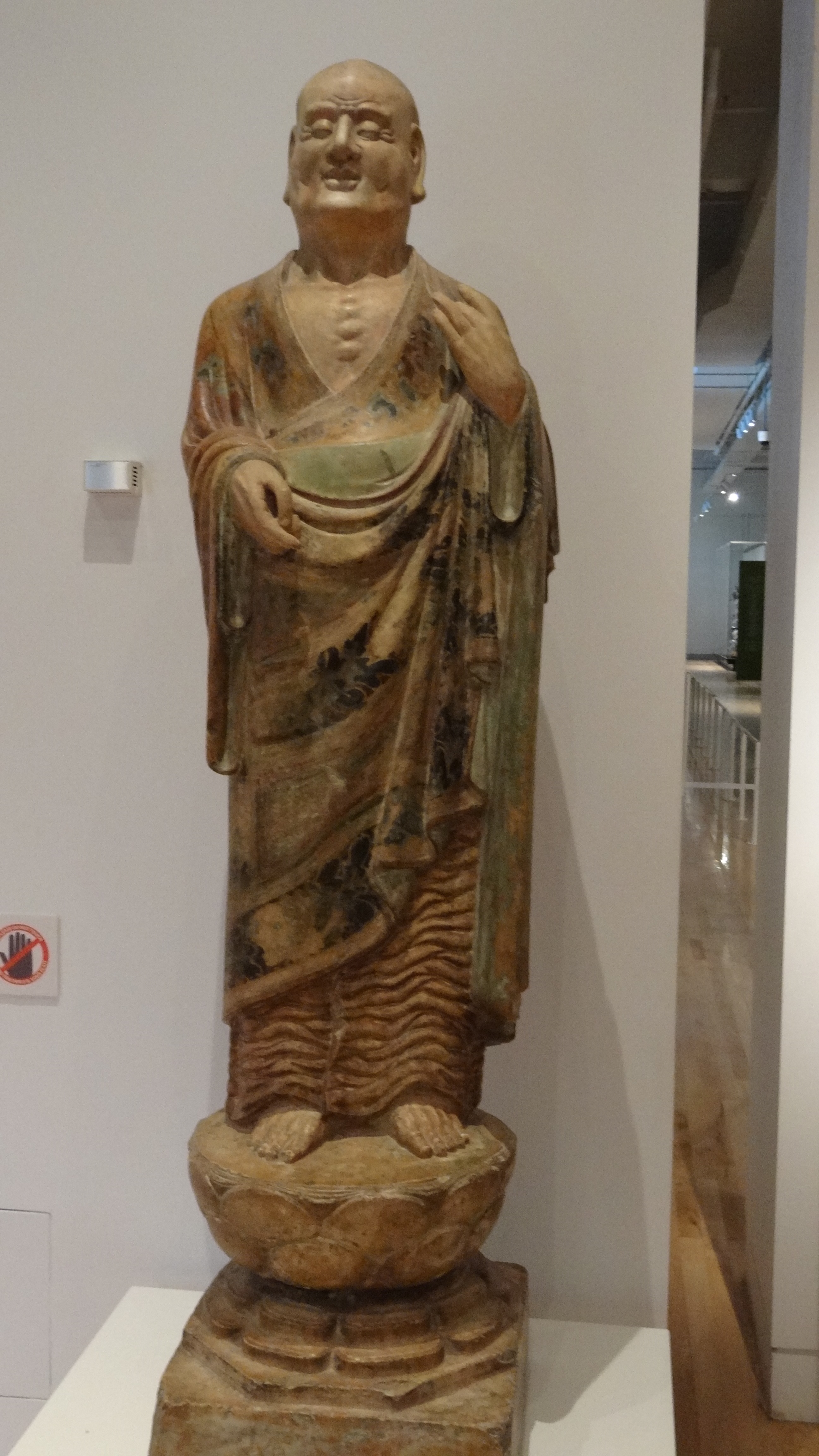
Одна из двух парных статуй, изображающая Махакашьяпу (Китай VIII в). Вторая статуя Ананды

#### Обвинения
Ананда рассказал собранию, что Будда разрешил отменять второстепенные правила, но не уточнил какие. На эту тему разгорелся спор, который был прекращён Махакашьяпой, предложившим ничего не отменять, поскольку неизвестно, каких правил касалось разрешение. Во время совета члены сангхи обвинили Ананду в том, что он позволил женщинам вступать в монашеский орден. Кроме того, старейшины стали упрекать Ананду в нарушении устава, поскольку он сшил Учителю накидку из ткани, на которую случайно наступил; после паринирваны разрешил женщинам первыми проститься с непокрытым телом Будды и они омочили его своими слезами, и не стал умолять Благословенного остаться ещё на кальпу, когда была такая возможность. Ананда не оспаривал упрёков, но и не видел за собой вины. Он согласился на покаяние из уважения к старшим монахам и нежелания вносить смуту в сангху. Ананда ответил, что просил Будду о рукоположении женщин, поскольку Махапраджапати была приёмной матерью Будды, которая долгое время растила его. После паринирваны, не желая проявить непочтение, он пропустил женщин вперёд, так как смеркалось и им лучше было вернуться домой засветло. А в тот момент, когда он мог бы просить Будду остаться, его разум был помрачён Марой. В раннем китайском тексте Ананда отвечает, что не просил Татхагату продлить свою жизнь, опасаясь, что это помешает появлению следующего будды — Майтрейи. Согласно палийской традиции, участники совета выдвинули свои обвинения после того, как Ананда достиг просветления и процитировал всё, что помнил, но согласно традиции Муласарвастивады, это произошло раньше. По этой версии, услышав, что ему запрещено участвовать в совете, Ананда возразил, что не сделал ничего, что противоречило бы учению и дисциплине Будды. Тогда Махакашьяпа перечислил в его адрес семь обвинений, которые схожи с пятью упрёками, упомянутыми в палийских текстах. В других текстовых традициях встречается до 11 иных обвинений. Учитывая, что просветлённый ученик преодолел все пороки, представляется более вероятным, что обвинения были выдвинуты до того, как Ананда стал архатом.
Индологи Оскар фон Хинубер и Жан Пржулуски утверждают, что рассказ о том, что во время совета Ананде были предъявлены обвинения в нарушениях, указывает на существовавшую напряженность между конкурирующими ранними буддийскими школами, то есть теми, кто делал акцент на беседах (пали sutta, санскр. sūtra), и теми, кто подчеркивал значимость монашеской дисциплины. Эти различия повлияли на писания каждой традиции, например, текстовые традиции пали и Махисасака изображают Махакашьяпу более критичным по отношению к Ананде, чем традиция Сарвастивады. Это отражает предпочтение дисциплины перед словом со стороны первых традиций, и акцент на текст со стороны второй. В палийских текстах говорится, что монах Упали процитировал всё, что он помнит о монашеской дисциплине, раньше Ананды, что косвенно указывает на первенство дисциплины. Анализируя шесть редакций Махапариниббана сутты, принадлежащих различным традициям, Баро выделил в тексте два слоя — старый и новый. Составители первого слоя делали акцент на беседах, а авторы второго на дисциплине; первый слой подчеркивал фигуру Ананды, а второй — Махакашьяпы. Далее Баро утверждал, что отрывки о Маре, мешавшем Будде и Ананде, были вставлены в VI и III веках до н. э. С другой стороны он считал очень древним отрывок, в котором говорится о болезни Будды и его наставлении Ананде, что тот сам является себе прибежищем. Есть гипотеза, что обвинения Ананды представляют собой более позднюю интерполяцию. Оппоненты опровергают её, на основании того, что данные текстов монашеской дисциплины соответствуют Махапариниббана сутте и общему описанию характера Ананды.

#### Историчность
Традиция гласит, что Первый собор продолжался семь месяцев. Однако учёные спорят относительно того, действительно ли во время собора был процитирован весь канон, поскольку содержание ранних текстов по таким важным вопросам, как, например, медитация, отличается. Вероятно, были зачитаны ранние версии текстов, которые сейчас известны как Виная-питака и Сутта-питака. Тем не менее, начиная с конца XIX века многие ученые подвергали историчность Первого совета сомнению. Востоковеды Луи де Ла Валле-Пуссен и И. П. Минаев, соглашались, с тем, что после смерти Будды должны были состояться собрания, но считали историческими только главных героев и некоторые события до или после Первого собора. Буддолог Баро и индолог Герман Ольденберг предполагали, что рассказ о Первом собрании появился после Второго собора, поскольку после паринирваны Будды не было никаких серьёзных проблем, требовавших подобного созыва. Значительная часть материала в этих записях и в более развёрнутых поздних повествованиях описывает Ананду как безупречного посредника, который передает истинное учение Будды. С другой стороны, археолог Луи Фино, индолог Е. Е. Обермиллер и в некоторой степени индолог Налинакша Дутт считали историю Первого Собора подлинной, учитывая соответствие между палийскими текстами и санскритскими традициями. Учитывая аргументы Бхикху Суджато и Бхикху Брахмали, индолог Ричард Гомбрич утверждает, что «вполне резонно верить… что большая часть Палийского канона действительно хранит для нас Буддавачану, слова Будды, переданные нам через его ученика Ананду и Первый собор».
На совете Ананда передал указание Учителя относительно монаха Чанну. Старейшины предложили Ананде самому сообщить Чанне о налагаемом высшем наказании. Поскольку тот обладал вспыльчивым характером, Ананда отправился к нему в Косамби с группой монахов. Они сообщили Чанне, что с ним не будут разговаривать и давать ему наставления. Чанна так испугался при этом, что упал в обморок. Придя в себя, он испытал великий стыд, начал усердно практиковать и вскоре стал архатом. После этого наказание утратило свою силу (Панча сатика кхандхака: Собор пятисот. Чулавагга 11).
Во время Второго буддийского собора спустя 100 лет после паринирваны Будды ещё был жив один из учеников Ананды, старейшина Саббаками, который, как считается, состоял в общине 120 лет.

### Смерть и мощи

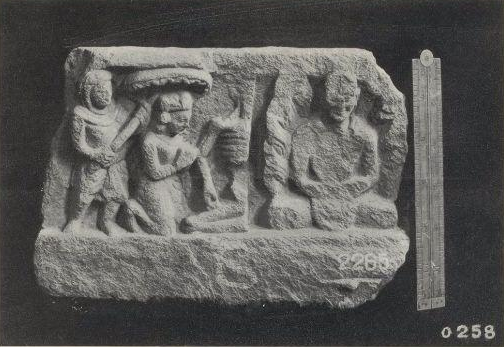
Индийский барельеф, изображающий кончину Ананды. Согласно традиционным буддийским источникам он достиг паринирваны на середине реки Рохини, оставив мощи своим последователям по обоим её берегам

В раннебуддийских текстах не указана дата смерти Ананды, но по словам китайского монаха-паломника Фасяня (337—422), тот прожил 120 лет, пережив Будду на 40 лет. Буддолог Л. С. Кузенс считает, что Ананда пережил своего учителя только на 20 лет. В соответствии с более поздними оценками, он мог прожить до 75—85 лет.
До конца жизни Ананда учил Дхарме. Согласно источникам Муласарвативады, услышав, как молодой монах неправильно прочитал стих, Ананда исправил его. Монах сообщил об этом своему учителю и последний возразил, что «Ананда состарился и у него ухудшилась память…» Это подтолкнуло Ананду к достижению паринирваны. Он передал полномочия своему ученику Санавасе и отправился к Гангу. Согласно палийским источникам, почувствовав, что жизнь подходит к концу, он, подобно Будде, решил провести свои последние мгновения в Весали и отправился из Раджагахи к реке Рохини. Более детальная версия Муласарвастивады гласит, что прежде чем достигнуть реки, он, как было предсказано, встретился с риши Маджхантикой и пятью сотней его последователей, которые обратились в буддизм. Некоторые источники добавляют, что Ананда передал ему послание Будды. Когда Ананда переправлялся через реку, за ним следовал царь Аджатасатру (санскр. Ajātaśatrū), который хотел стать свидетелем его смерти и получить останки в качестве реликвии. В прошлом Ананда пообещал Аджатасатру, что предупредит его о своей паринирване и сдержал своё обещание. На другом берегу реки его по той же причине ждала группа представителей клана Личчхави из Весали. Согласно палийским источникам, были также заинтересованные стороны Шакьев и Колиев. Ананда понял, что его смерть может стать причиной раздора между собравшимися людьми. Поэтому с помощью сверхъестественных способностей он поднялся в воздух и растворил своё тело в элементе огня, а его останки приземлились по обоим берегам реки или, согласно некоторым источникам, разделились на четыре части. Таким образом Ананда удовлетворил все заинтересованные стороны. По другим версиям, в том числе Муласарвативады, его смерть наступила посреди реки в лодке, а не в воздухе. Останки были разделены на две части в соответствии с пожеланиями Ананды.
После смерти Ананды старейшины дополнили Тхерагатху тремя четверостишиями, посвящёнными его паринирване, в которых назвали Ананду стражем Дхаммы, оком целого мира и кладезем мудрости. Последний ученик Ананды Маджантика вместе с Санавасой и другими четырьмя или пятью учениками сформировали большинство на Втором буддийском соборе. Учеником Маджантики был Упагупта, который считается учителем императора Ашоки (III век до н. э.). В постканонических палийских источниках говорится, что Санаваса сыграл ведущую роль на Третьем буддийском соборе. Несмотря на недостаток исторических данных, есть мнение, что по крайней мере один из основных деятелей Второго совета был учеником Ананды, так как почти во всех текстовых традициях упоминается связь с Анандой.
Считается, что царь Аджатасатту воздвиг над мощами Ананды ступу. По одним данным она находилась на реке Рохини, а по другим на Ганге. Личчхави также построили ступу на своём берегу реки. Китайский паломник Сюаньцзан (602—664) позднее посетил обе ступы. Фасянь также сообщил, что видел ступы с останками Ананды на реке Рохини, а также в Матуре. Кроме того, в соответствии с муласарвастивадинской версией Сакмьюкта агамы, император Ашока прибыл на это место и сделал самые щедрые подношения, которые он когда-либо делал ступе. Он объяснил своим министрам такую щедрость тем, что «тело Татхагаты — это тело Дхармы, чистое по своей природе. Он [Ананда] смог сохранить его/их все; по этой причине приношения [ему] превосходят [все остальные]». Выражение «тело Дхармы» здесь относится к учениям Будды в целом.

В ранних буддийских текстах говорится, что Ананда достиг окончательной нирваны и больше не будет перерождаться. Согласно Лотосовой сутре Махаяны, ему суждено родиться буддой. Ему предстоит более длинный путь, чем у Готамы Будды, но просветление будет необыкновенным и великолепным.

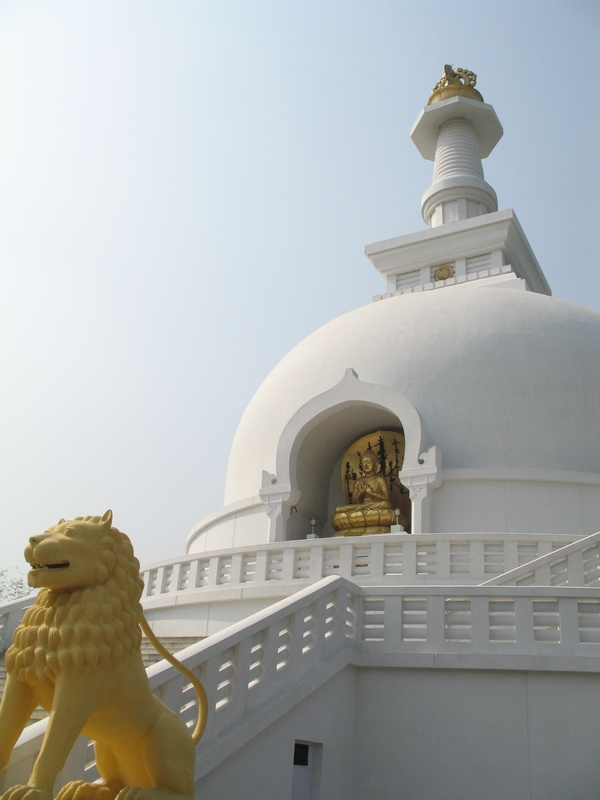
Согласно буддийским текстам, Первый буддийский собор произошёл в Раджагахе

### Прошлые жизни
Согласно джатакам желание стать великим учеником Пробуждённого зародилось у Ананды во времена будды Падумуттары. Ананда и в прошлых жизнях был предан будущему Будде Готаме и неоднократно спасал ему жизнь. Будучи животным (3 раза лебедем и 1 раз газелью) он оставался с бодхисаттвой, попавшим в ловушку. Он последовал примеру бодхисаттвы, пожертвовавшего жизнью ради своей матери-обезьяны. Кроме того, перевоплощаясь в мирах божеств, Ананда был помощником Шакры и рождался божественным колесничим Матали (4 раза), божественным архитектором Викасаммой, богом дождя Паджунной и божественным музыкантом Панчасикхи. Ананда перерождался в основном человеком, в отличие от Ануруддхи, который часто появляется в джатаках в качестве божества, или Девадатты, часто имевшего животное воплощение.

## Хранитель Дхармы
Ананда считается одним из самых значимых учеников Будды. В списках учеников, приведённых в Ангуттара-никае и Самъютта-никае, каждый из учеников был отмечен в первую очередь за какое-либо качество. Ананда упоминается чаще, чем любой другой ученик. Он единственный, кто обладал всеми пятью выдающимися качествами. Ананда был лучшим среди тех «кто много слышал» (пали bahussutanam), обладал выдающейся памятью (пали satimantanam), в совершенстве понимал последовательность и связь учений (пали gatimantanam), упорно изучал (пали dhittimantanam) и был служителем Татхагаты (пали upatthakanam). Основа эти качеств — осознанность (пали sati), которая у Ананды была феноменально развита. Он был способен мгновенно запомнить всё единожды услышанное, точно воспроизвести проповедь Будды длиной до 60 000 слов и прочесть 15 000 четверостиший Учителя. В одном из стихов Тхерагатхи Ананда говорит, что знает все 84 000 смысловых блоков Дхармы (пали dhammakkandha):
От Будды я узнал восемьдесят тысяч учений,
От бхикку — ещё 2000,
Всего восемьдесят четыре тысячи учений,
Что приведены в движение.Тхаг. 1024
Как описано в Махапариниббана сутте ДН 16, незадолго до кончины Будда произнёс проповедь, посвящённую чудесным качествам Ананды: это слова о человеке, который был добр, бескорыстен, любим окружающими и внимателен к другим. В текстах отражено его сострадательное отношение к мирянам, которому он научился у Будды. Будда рассказывает, что и монахи, и миряне были рады видеть Ананду и слышать, как он обучает Дхарме. Более того, Ананда был известен своими организаторскими способностями, выполняя при Будде обязанности секретаря. Во многом Ананда служил не только личным потребностям Будды, но и делу молодой, растущей монашеской общины.

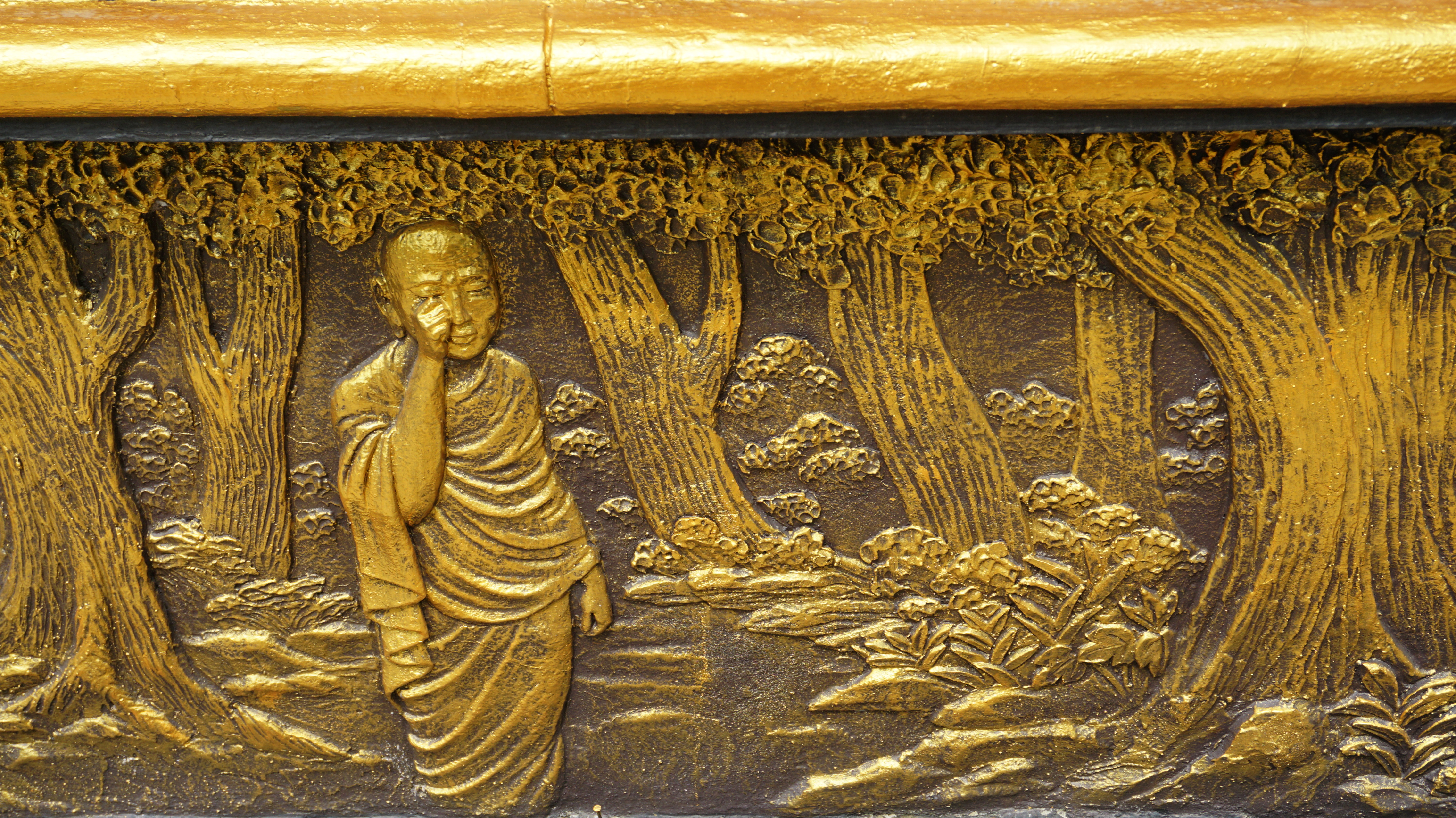
На барельефе из Восточной Явы Ананда изображён плачущим

Благодаря своей способности помнить многие учения Будды, Ананду часто описывают как «слышавшего многое» (пали bahussuta, санскр. bahuśruta). Он также обучал других учеников приемам запоминания буддийской доктрины. По этим причинам Ананда стал известен как «Хранитель Дхармы» (пали Dhamma-bhaṇḍāgārika, санскр. Dharma-bhaṇḍāgārika). Сопровождая Будду в течение долгого времени, Ананда во многом был его живой памятью и без такого помощника сангха потеряла бы многое. Помимо феноменальной памяти Ананда также выделялся тем, что, будучи двоюродным братом Будды, осмелился задавать ему прямые вопросы. Например, после смерти Махавиры и вспыхнувшего среди джайнов конфликта Ананда спрашивал Будду, как можно предотвратить подобные проблемы после ухода Татхагаты. Однако обязанность Ананды точно и без искажений запоминать учения Будды была «и даром, и тяжелой ношей». Ананда был способен запомнить множество бесед, но при этом он привык не задумываться, опасаясь, что его размышления могут исказить услышанное учение. Несколько раз другие ученики предупреждали Ананду, что он должен тратить меньше времени на общение с мирянами и больше заниматься собственной практикой. Несмотря на то, что Ананда регулярно и долго медитировал, у него было меньше опыта в медитативной концентрации, чем у других выдающихся учеников. Таким образом, суждение о характере Ананды зависит от того, оценивают ли его по достижениям как монаха или видят в нём сопровождавшего Будду помощника, который запоминал беседы.
С литературно-педагогической точки зрения, Ананда часто выполняет в текстах роль некоего фона. Не будучи просветлённым, он совершал ошибки. В то же время он был полностью предан служению Будде. Обычный человек мог отождествить себя с Анандой, поэтому Будде было проще донести свои учения до широкой аудитории через своего помощника. В ранних текстах Будда изображён по отношению к Ананде как отец и учитель — суровый, но сострадательный. Ананда очень любил Будду, был привязан к нему и готов отдать за него свою жизнь. Он горько оплакивал смерть Будды и Шарипутры, с которым у него также была тесная дружба: в обоих случаях Ананда был сильно потрясён. Однако его вера в Будду в большей степени представляла собой веру в человека, в отличие от веры в учение Будды. Именно этим были обусловлены нарушения, в которых Ананду обвинили на Первом соборе. Более того, в текстах есть указания на то, что Ананда бывал медлительным и неосмотрительным, что становилось особенно заметно из-за его роли служителя Будды. Это касалось не только мелких вопросов, таких как умение держать себя, но и более важных, например, рукоположение в ученики неподходящего человека или обращение к Учителю в неурочное время. Однажды Махакашьяпа сильно раскритиковал Ананду за то, что тот путешествовал с большой толпой молодых монахов, которые оказались неподготовленными и заработали себе дурную репутацию. В другом эпизоде, описанном в тексте Сарвастивады, Ананда оказался единственным учеником, готовым обучать сверхъестественным умениям Девадатту, который позже попытался с их помощью уничтожить Будду. Однако, согласно тексту Махисасаки, когда Девадатта обратился против Будды, Ананда не поддержал его и проголосовал против него на официальном собрании. В буддийских текстах много говорится о позднем духовном росте Ананды. Общий вывод заключается в том, что его путь был медленнее, чем у других учеников из-за его мирских наклонностей и привязанности к личности Будды, и оба эти факта коренятся в его посреднической работе между Буддой и сообществом мирян.

### Передача учения
Ананда был превосходным учителем Дхармы. Он регулярно обучал царицу Маллику, царицу Самавати и других представителей правящего класса. В Капилавасту Будда попросил его дочитать проповедь для родственников-Шакьев по случаю открытия нового гостевого дома: Татхагата учил Дхарме большую часть ночь, а когда ему потребовался отдых, Ананда закончил проповедь лекцией обо всех ступенях практики. Иногда Ананда разъяснял монахам короткие высказывания Будды и тот высоко ценил мудрость ученика:
Ананда мудр. Ананда наделён великой мудростью.
Если бы вы спросили меня о значении этого,
то я бы объяснил точно также, как это сделал Ананда.Татия адхамма сутта. АН 10.115
На вопрос одного мирянина, как можно почтить Дхарму помимо поклона Учителю и сангхе, Татхагата ответил, что следует почтить Ананду — Хранителя Дхармы. Ананда был свободен от гордости и не имел ни врагов, ни соперников на протяжении многих жизней. Будучи посредником между Буддой и его последователями, он умел избегать конфликтов.
Несколько учеников Ананды стали известны сами по себе. Согласно постканоническим санскритским источникам, таким как Дивьявадана и Ашокавадана, перед паринирваной Будда сообщил Ананде, что его ученик Маджхантика (санскр. Madhyāntika) отправится в Удъяну, Кашмир, чтобы распространить там Дхарму. Махакашьяпа предсказал, что позже Санаваса (санскр. Śāṇakavāsī, Śāṇakavāsin, Śāṇāvasika) сделает сангхе большое подношение в Матхуре, во время праздника, проводимого за счет прибыли от успешной коммерции. После этого мероприятия Ананда убедил Санавасу принять монашество и стать его учеником.
Ананда также сыграл немаловажную роль, когда Будда посетил город Весали, который, согласно постканоническим комментариям, был охвачен голодом, злыми духами и чумой. Тогда Будда произнёс Ратана сутту (Сутта-нипата 2.1.) и попросил Ананду пройтись по Весали, окропляя всё водой с одновременной декламацией сутты, что избавило город от напастей.

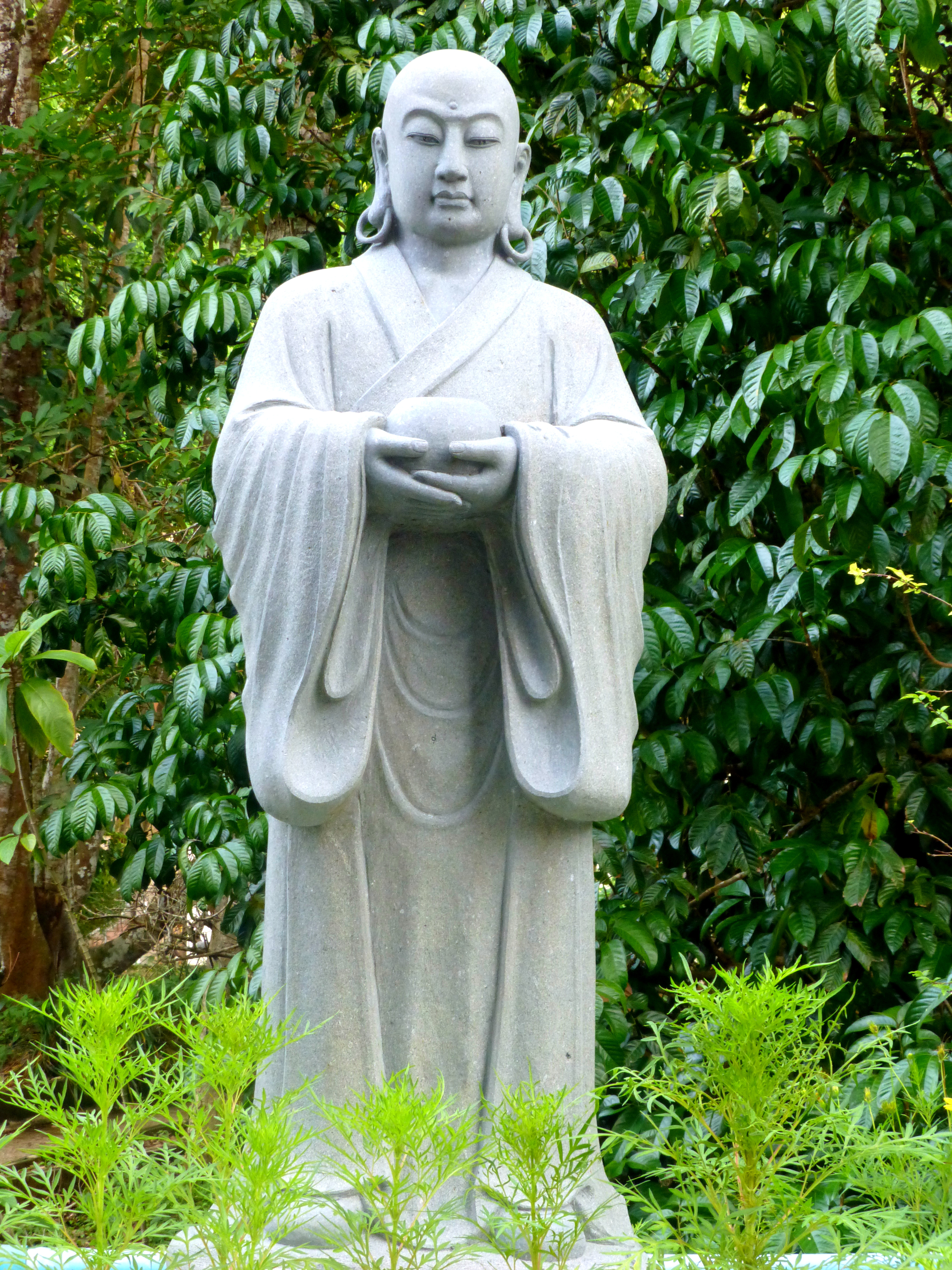
Статуя Ананды в Ват Тхам Као Руп Чанг, Сонгхла, Таиланд

### Ананда и монахи
Самым близким другом Ананды среди учеников Будды был Шарипутра. Он часто обучал Ананду тонкостям буддийской доктрины, у них была привычка делиться друг с другом вещами и их отношения описываются как хорошая дружба. Вместе они дважды посещали заболевшего Анатхапиндику, главного покровителя Татхагаты среди домохозяев (Анатхапиндиковада-сутта МН 143, Патхама анатхапиндика сутта СН 55.26). Весть о смерти Шарипутры сильно потрясла Ананду. Казалось, даже Дхарма больше не поддерживает его.
Мой благородный друг ушёл,
И всё погрузилось во тьму.Thag. 1034
Будда утешил своего помощника, напомнив о том, что уход Шарипутры не лишил Ананду добродетели, опыта медитации, мудрости и знания об освобождении. Уподобив смерть Шарипутры утрате деревом главной ветви, он посоветовал полагаться только на себя, чтобы быть самому себе прибежищем (Чунда сутта СН 47.13.).
Между Анандой и другим великим учеником Будды Махакашьяпой существовала кармическая связь: Ананда дважды был его братом, один раз сыном и учеником. В одном из воплощений Ананда убил отпрыска Махакашьяпы. Беседы этих двух великих учеников Будды носили более практический характер. В Бхиккхунуупассая сутте СН 16.10 описан конфликт монахини Тулатиссы с Достопочтенным Махакашьяпой, которая возмутилась тем, что Махакашьяпа давал монахиням учение в присутствии такого авторитета, как Ананда. В Чивара сутте СН 16.11 повествуется о том, что Ананду покинули 30 молодых последователей. Махакашьяпа упрекает его за нарушение установленного Буддой правила, согласно которому на трапезу к мирянам одновременно не должно приходить более трёх монахов. Монахиня Тхуллананда в свою очередь встаёт на защиту Ананды.
В текстах Муласарвастивады упоминается помощник, который ободрил Ананду, когда того не допустили на первый буддийский совет. Это был некий Ваджипутта, то есть уроженец Вадджи. Согласно более поздним источникам, просветлённый монах, которого также звали Ваджипутта, сыграл большую роль в жизни Ананды. Он послушал учение Ананды и понял, что тот ещё не достиг Просветления. Ваджипутта посоветовал Ананде меньше заниматься беседами с мирянами и больше углублять практику медитации, уединившись в лесу. Этот совет оказал на Ананду серьёзное влияние.
Правило винаи, запрещающее монахам готовить пищу у себя в жилище, было установлено Буддой после того, как во время его болезни Ананда приготовил ему рисовую кашу (Vin. 1:210—211). В другой раз Ананда отправился собирать пожертвования без накидки и монахи указали ему на правило винаи, предписывающее в данных обстоятельствах надевать три вида одежды (Vin. 298.).
Однажды Будда поручил Ананде проследить за раздачей ткани для монашеских одеяний. Ананда успешно справился с заданием и Татхагата похвалил его за практичность, отметив, что Ананда прекрасно шьет (хороший монах должен подшивать края одежды, чтобы не быть обвинённым в небрежительном отношении к пожертвованиям мирян). Позднее Ананда решил передать монахам свое мастерство и организовал нечто вроде кружка кройки и шитья. Но совместные собрания превратились в посиделки, во время которых монахи занимались бессмысленной болтовнёй, что вызвало критику со стороны Будды (Махасунньята сутта МН 122.).
В другой раз Ананда и Вангиса, главный поэт сангхи, отправились во дворец, где Ананда обучал Дхарме женщин. Вид прекрасных жён царя смутил Вангису, который, вероятно, был любвеобилен, и он почувствовал, что ему трудно далее оставаться монахом. Оставшись наедине с Анандой, Вангиса спросил у него совета. Ананда заметил, что тот раздувает огонь чувственного желания, поэтому у него возникает ощущение, что он упускает что-то важное. Он посоветовал смотреть на форму как на страдание, медитировать на отвращении к телу и отбросить тщеславие (Ананда сутта СН 8.4.).
Из-за искаженного восприятия
Твой ум в огне.
Отвратись от знаков красоты,
Что будоражат чувственность.Thag. 1223–1226
После паринирваны Будды монаха Чханну, который, согласно некоторым комментариям, был конюхом царевича Сиддхартхи и сопровождал его во время ухода из дворца, охватило желание поскорее достичь просветления, но ему никак не удавалось продвинуться в практике. Ананда пересказал ему лекцию о преодолении крайностей бытия и небытия, прочтённую Буддой Качаянаготте (Каччаянаготта сутта. СН 12.15), и Чханна обрёл путь и плод вхождения в поток (стал сотапанной) (Чханна сутта СН 22.90).

### Учреждение женской сангхи

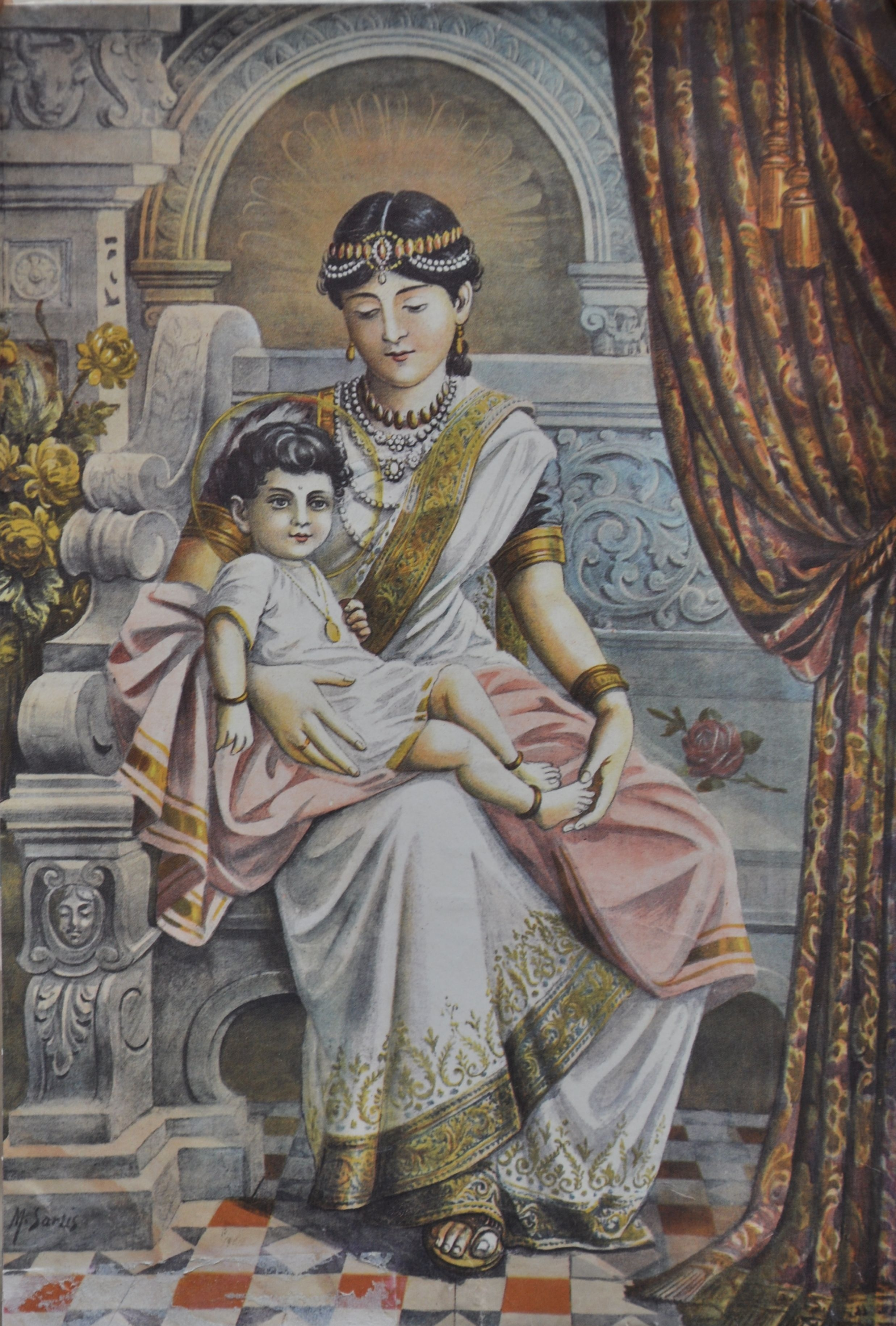
Махапраджапати и царевич Сиддхартха

Именно Ананда способствовал появлению общины монахинь (сангхи для бхикшуни). Спустя 5 лет после образования мужской сангхи, в которую вошли многие знатные Шакьи, их жены и дочери тоже захотели последовать за Буддой. Махапраджапати Готами, мачеха Будды, трижды обращалась к Татхагате с просьбой дать возможность женщинам жить, следуя Дхарме и винае, и трижды получила отказ. Однажды Будда в сопровождении монахов отправился из Капилавасту в Весали, расположенный в нескольких сотнях километров. Махапраджапати вместе с Яшодхарой, женой принца Сиддхартхи, и другими женщинами последовали за ними. Когда путники прибыли в монастырь, Ананда увидел грязных и измождённых женщин с распухшими ступнями. Узнав, что Татхагата отказался создать женскую сангху, Ананда из сострадания решил помочь женщинам. На прямую просьбу Будду снова ответил отказом, но согласился с тем, что женщины могут войти в поток и даже достичь архатства, если будут полагаться на Дхарму и винаю. Тогда Ананда напомнил Учителю, что Махапраджапати накопила великие заслуги, заменив царевичу Сиддхартхе умершую мать, и жизнь в сангхе поможет ей достичь окончательного освобождения. Он также заметил, что будды прошлого создавали подобные ордена для женщин. Тогда Будда согласился учредить женскую сангху и установил для бхикшуни дополнительные 8 правил — гарундхамм. Кроме того, по просьбе Ананды Татхагата перечислил 8 конкретных практических качеств, которыми должен обладать бхикку, чтобы обучать монахинь: быть добродетельным, владеть Дхармой, разбираться в винае, быть хорошим оратором, уметь вдохновлять, быть любимым и уважаемым монахинями, безупречным в соблюдении заповедей и иметь стаж монашества не менее 20 лет. Будда отметил, что из-за появления сангхи монахинь сасана продлится не 1000 лет, а 500. Это объясняется тем, что допуск женщин к буддийскому безбрачному образу жизни может привести к разногласиям, а также сексуальным искушениям среди странствующих монахов-мужчин.
Исследователь азиатских религий Рейко Онума утверждает, что долг Будды перед его приёмной матерью Махападжапати, возможно, был основной причиной его уступок, связанных с учреждением ордена бихихуни. Многие учёные интерпретируют этот рассказ как свидетельство того, что Будда неохотно соглашался на рукоположение женщин, и что Ананда успешно убедил Будду изменить своё мнение. Например, индолог и переводчица Хорнер И. Б. писала, что «это единственный случай, когда его [Будду] переубедили в споре». Однако некоторые учёные рассматривают первоначальный отказ Будды скорее как испытание решимости Ананды, согласно схеме троекратного повторения просьбы до окончательного принятия или ответа, широко распространённой в Палийском каноне и процедуре монашеского посвящения. Есть мнение, что раз Будда был всеведущим, его вряд ли можно было бы представить изменяющим своё мнение, а тексты указывают на то, что Будда с самого начала намеревался учредить орден бхикшуни.
В традиционном представлении об учреждении ордена бхихшуни существуют некоторые хронологические расхождения. Согласно текстам Махишасаки, орден бхикшуни был учреждён через пять лет после того как Сиддхартха Готама стал Буддой, но, согласно большинству текстовых традиций, Ананда стал спутником Татхагаты через двадцать с лишним лет после его просветления. Некоторые учёные склонны интерпретировать имена Ананды и Махападжапати в истории создания женского ордена скорее как символы определённых групп, а не как конкретных людей.

### Ананда и женщины
Согласно текстам, роль, которую Ананда сыграл в учреждении женского монашеского ордена, сделала его популярным среди бхикшуни, которых он часто наставлял. Известно, что он призывал женщин становится монахинями. В свою очередь, бхикшуни вступились за Ананду, когда тот подвергся критике со стороны Махакашьяпы на Первом буддийском совете.
Однажды Махападжапати хотела преподнести Будде одежду для личного пользования. Она сказала, что, несмотря на то, что с детства растила молодого принца Готаму, она никогда ничего не дарила лично ему, а теперь хочет это сделать. Изначально Будда настаивал на том, чтобы она отдала одеяние общине. Однако Ананда вступился за неё, предположив, что Будде лучше принять этот дар. В конце концов Будда принял подношение, указав Ананде, что такие добрые дела, как дарение, всегда должны совершаться ради самого действия, а не ради человека.
По просьбе жён правителя Косалы царя Пасенади Ананда проповедовал им Дхарму и регулярно приходил в царский дворец. Однажды во время проповеди он заметил, что женщины чем-то расстроены. Оказалось, что из короны царя пропал драгоценный камень. Отправившись к царю, Ананда посоветовал собрать всех подозреваемых в краже и предложить вернуть драгоценность инкогнито. Во внутреннем дворике установили шатёр, внутри которого находился чан с водой. Придворные заходили в шатер по одному и в результате вор вернул украденное. Так Ананда восстановил мир, не прибегая к насилию, и его слава приумножилась.
Однажды Ананда давал учение наложницам царя Удаяны. Они были настолько впечатлены проповедью, что преподнесли ему пятьсот одеяний. Услышав об этом, царь раскритиковал Ананду за жадность; монах объяснил, что каждая мантия будет аккуратно и многократно использована, а затем переработана монашеской общиной. Царь был удовлетворён объяснением и предложил Ананде ещё пятьсот одеяний.
Незадолго до паринирваны Будды Ананда спросил Учителя, как следует вести себя с женщинами. Татхагата ответил, что не надо смотреть на них, а увидев, не надо разговаривать. А если женщина заговорит первой, следует сохранять осознанность и самоконтроль (Махапариниббана сутта. Вопросы Ананды. ДН 16).

#### Сопротивление соблазнам
Ананда обладал приятной внешностью. В Косамби он пришёл навестить заболевшую монахиню. На самом деле она влюбилась в Ананду и, притворившись больной, хотела его соблазнить. Но тот, сохранив самообладание, прочитал ей проповедь о том, что четвёртая причина формирования тела — половая связь — разрушает мост к нирване. Монахиня раскаялась и Ананда принял её извинения (Бхиккхуни сутта АН 4:159).
В другой раз женщина из низшей касты по имени Пракрти тоже влюбилась в Ананду и убедила свою мать Матанги очаровать его с помощью чёрной магии. Им удалось заманить Ананду в свой дом, но там он пришёл в себя и позвал на помощь Будду. После этого Будда научил Пракрти практике размышления об отталкивающих качествах человеческого тела и в конце концов женщина стала бхикшуни, преодолев свои чувства. В восточноазиатской версии этой истории, изложенной в Шурангама сутре, Будда послал на помощь Ананде Манджушри, который мантрой разрушил чары.

## Наследие
Ананда часто проповедовал и считался красноречивым оратором. Сохранилось множество буддийских текстов, приписываемых Ананде, в том числе Аттхаканагара сутта МН 52 о методах медитации для достижения нирваны; Бхаддекаратта сутта МН 131 о жизни в настоящем моменте; Секха сутта МН 53 о практике, которая приводит к арахантству; Субха сутта ДН 10 о последовательных этапах буддийского пути. В Гопакамогаллана сутте МН 108 состоялась беседа между Анандой и брахманом Гопака Могалланной о том, как живёт сангха после паринирваны Будды. Помимо этих сутт Ананде приписывают авторство раздела Тхерагатхи. В суттах, передающих словах Будды, Ананда иногда даёт имя тому или иному тексту или предлагает Будде удачное сравнение.
В восточно-азиатском буддизме Ананду причисляют к десяти великим ученикам Будды. Во многих индийских санскритских и восточноазиатских текстах Махакашьяпа считается первым, Анада вторым, а Маджхантика или Санаваса третьим в линии патриархов прямой передачи учения Будды. В текстовых традициях Сарвастивады и Муласарвативады есть рассказ, в котором говорится, что перед смертью Махакашьяпа передал учение Будды Ананде в качестве официального перехода полномочий, указав, чтобы тот сделал преемником своего ученика Санавасу. Позже, незадолго до кончины Ананда исполнил волю Махакашьяпы. Некоторые буддологи выразили скептицизм по поводу отношений учитель-ученик между Махакашьяпой и Анандой, утверждая, что, согласно ранним текстам, между ними существовали разногласия. Тем не менее, из текстов ясно, что под передачей учения понимается связь, отличная от связи между наставником (пали upajjhāya) и учеником в линии посвящения: ни один из источников не указывает, что Махакашьяпа был наставником Ананды.
В иконографии Махаяны Ананду часто изображают справа от Будды, а Махакашьяпу слева. В иконографии Тхеравады подобное не принято. Также в палийских источниках не встречается мотив передачи Дхармы через ряд патриархов.
Ананда сыграл важную роль в создании общины бхикшуни, поэтому на протяжении всей буддийской истории он был особо почитаем среди монахинь. Самые ранние записи, свидетельствующие об этом, можно найти у Фасяня и Сюаньцзана. В них говорится, что бхикшуни совершают подношения ступе Анады во время праздников и упосатхи. Аналогичным образом, в Китае в V—VI веках и Японии в X веке были составлены буддийские тексты, рекомендующие женщинам соблюдать восемь обетов в честь Ананды. В Японии это совершалось в виде ритуала покаяния под названием «кека» (яп. 阿難悔過 анан-кэка, «покаяние Ананды»). К XIII веку в Японии благодаря культовому интересу к Ананде в нескольких монастырях появились его изображения и ступы, а также проводились церемонии в его честь. В настоящее время одни учёные считают, что культ Ананды среди бхикшуни является выражением их зависимости от мужской монашеской традиции, а другие видят в нём проявление легитимности и самостоятельности женских монашеских сообществ.
Палийские тексты винаи приписывают Ананде разработку дизайна одежды буддийских монахов. По мере развития буддизма все больше мирян стали жертвовать для ряс дорогую ткань, что подвергало монахов риску ограбления. Чтобы снизить коммерческую ценность дара монахи разрезали пожертвованную ткань, прежде чем шить из неё рясу. Будда попросил Ананду придумать одежду, сделанную из маленьких кусочков ткани. Ананда создал стандартную модель рясы, взяв за образец рисовые полях Магадхи, которые были разделены на секции.

В иконографии Махаяны Ананду часто изображают справа, а Макакашьяпу слева от Будды

Другая традиция, которая связана с Анандой, это декламация паритта-сутт. Буддисты Тхеравады объясняют, что обычай разбрызгивать воду во время чтения паритты произошёл от того, что во время эпидемии Ананда декламировал в Весали Ратана сутту СН 2.1 и разбрызгивал воду из своей пиндапаты. Третья традиция, возникновение которой иногда приписывают Ананде, это выращивание дерева Бодхи. Как говорится в Калинга бодхи джатаке 479, Ананда посадил дерево Бодхи как символ просветления, чтобы дать людям возможность выразить своё уважение Будде. Это дерево, ставшее местом поклонения, известно как дерево Бодхи Ананды. Считается, что оно выросло из семени того дерева под которым Будда достиг просветления. Следуя его примеру, в Юго-Восточной Азии было устроено множество аналогичных мест поклонения. В настоящее время на основании записей Фасяня дерево Бодхи Ананды иногда отождествляют с деревом на развалинах Джетаваны в Саватхи.

#### Ананда в Махаяне
В традиции Чань Ананда почитается как второй индийский патриарх, и часто изображается рядом с Буддой наряду с Махакашьяпой, первым индийским патриархом. В тибетском буддизме существует линия перерождений Ананды через Кришначарина (IX—X века) к ученику ламы Цонкапы Чжамьяну Чойчже (XV век), потом к Таранатхе (XVII век), к которой принадлежат главы буддистов Монголии Богдо-гэгэны.

## В искусстве

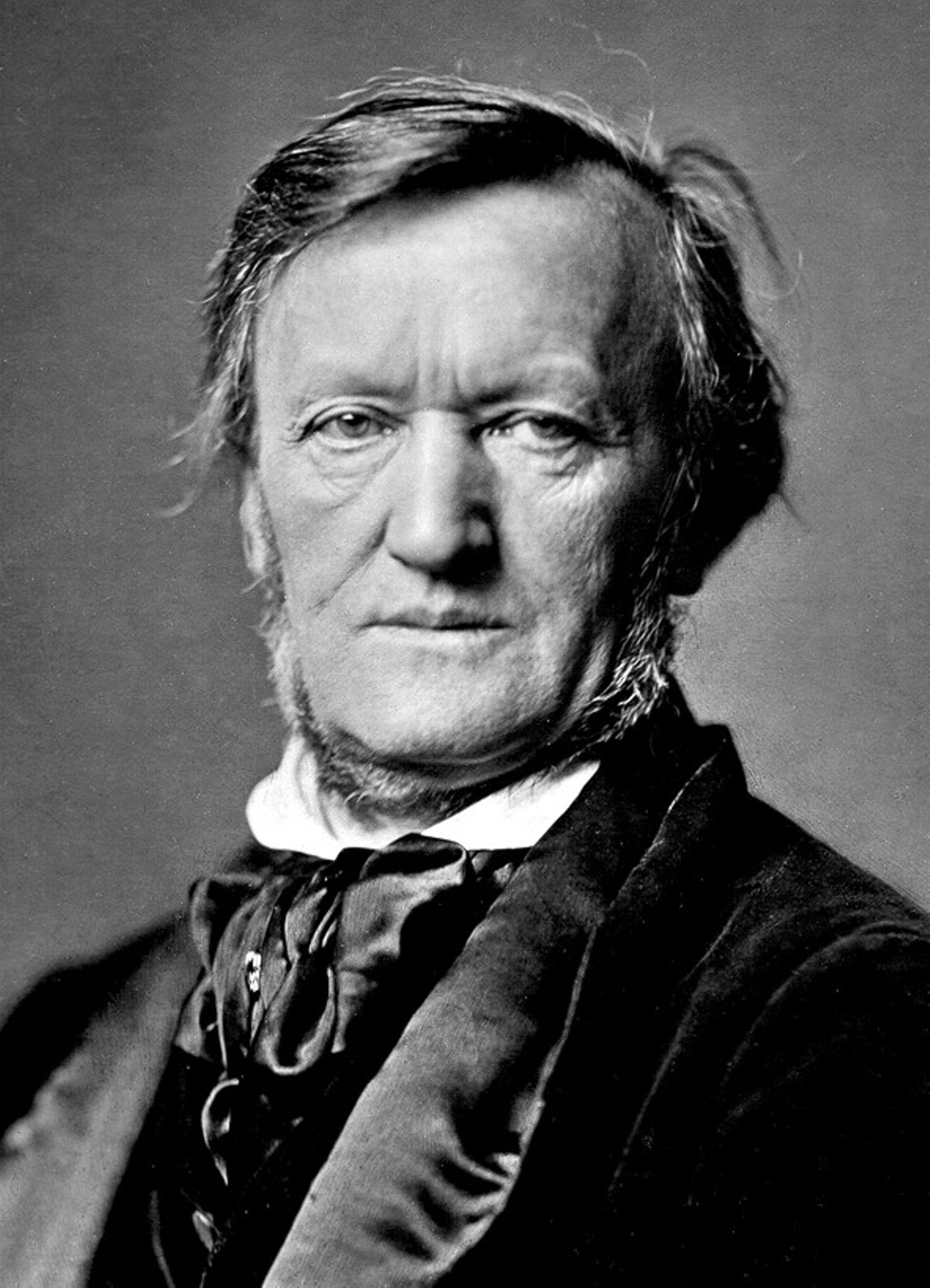
Рихард Вагнер

В 1856—1858 годах Рихард Вагнер написал черновик либретто оперы, основанный на легенде об Ананде и девушке Пракрти из низшей касты. Сохранился лишь фрагментарный набросок текста под названием «Die Sieger» (нем. победитель), но эта тема позднее вдохновила его на создание оперы «Парсифаль». Кроме того, черновик был использован композитором Джонатаном Харви в его опере 2007 года «Мечта Вагнера». В вагнеровской версии легенды, основанной на переводах востоковеда Эжена Бюрнуфа, магическое заклинание матери Пракрти не действует на Ананду и девушка обращается к Будде, чтобы объяснить своё влечение к его ученику. Будда отвечает, что союз между ними возможен, но Пракрти должна пойти на условия Будды. Девушка соглашается и выясняет, что Будда имел в виду не то, что она хотела. Он предлагает ей стать бхикшуни и жить в безбрачии, как сестра Ананды. Сначала Пракрти в ужасе плачет, но после того, как Будда объясняет, что её нынешнее положение является результатом кармы её предыдущей жизни, она понимает и радуется тому, что может стать монахиней. Помимо духовных тем Вагнер также обращается к недостаткам кастовой системы, критикуя её устами Будды.
Исходя из философии Шопенгауэра, Вагнер противопоставляет спасение, движимое желанием, и истинное духовное спасение: стремясь к избавлению через любимого человека, Пракрти лишь утверждает свою волю к жизни (нем. Wille zum Leben), которая мешает ей достигнуть освобождения. Став монахиней, она стремится к своему духовному спасению. Таким образом, ранний буддийский рассказ о рукоположении Махападжапати был заменён на рассказ о Пракрти. Согласно Вагнеру, позволив Пракрти стать монахиней, Будда также завершает свою собственную жизненную миссию: «Он считает свое существование, целью которого было приносить пользу всем существам, завершённым, так ему удалось освободить в том числе и женщину».
Та же легенда об Ананде и Пракрти была использована в короткой прозаической пьесе индийского поэта Рабиндраната Тагора под названием «Чандалика». Пьеса посвящена темам духовного конфликта, кастовой принадлежности и социального равенства и содержит резкую критику индийского общества. Как и в традиционном повествовании, Пракрти влюбляется в Ананду, после того, как он принимает от неё воду, что позволяет ей обрести чувство собственного достоинства. Мать девушки пытается околдовать Ананду. Однако в пьесе Тагора Пракрти сожалеет о сделанном и этим лишает заклинание силы.